# Arcidiocesi di Cagliari

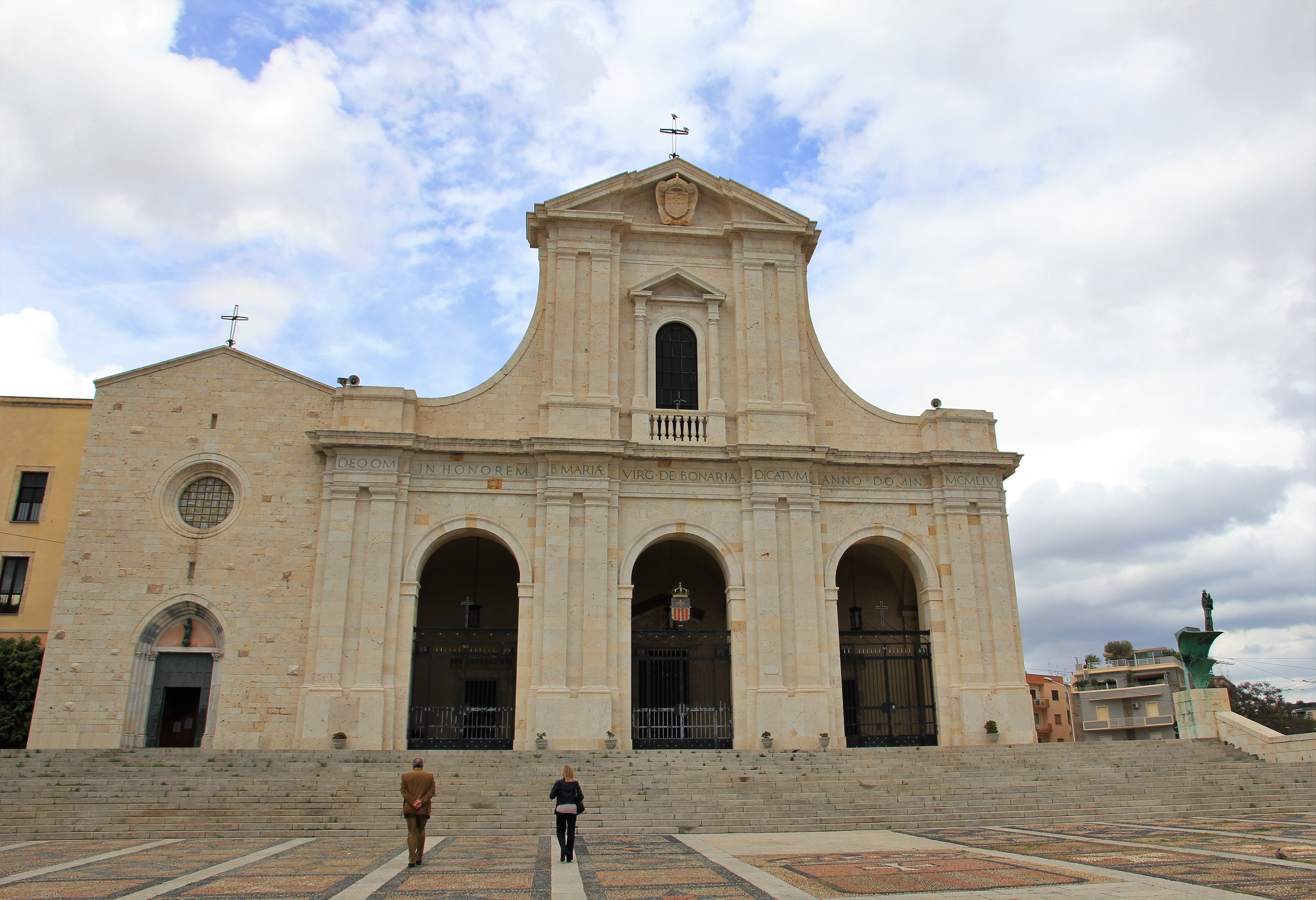
La basilica e santuario di Nostra Signora di Bonaria è il luogo di pellegrinaggio più importante dell'arcidiocesi.

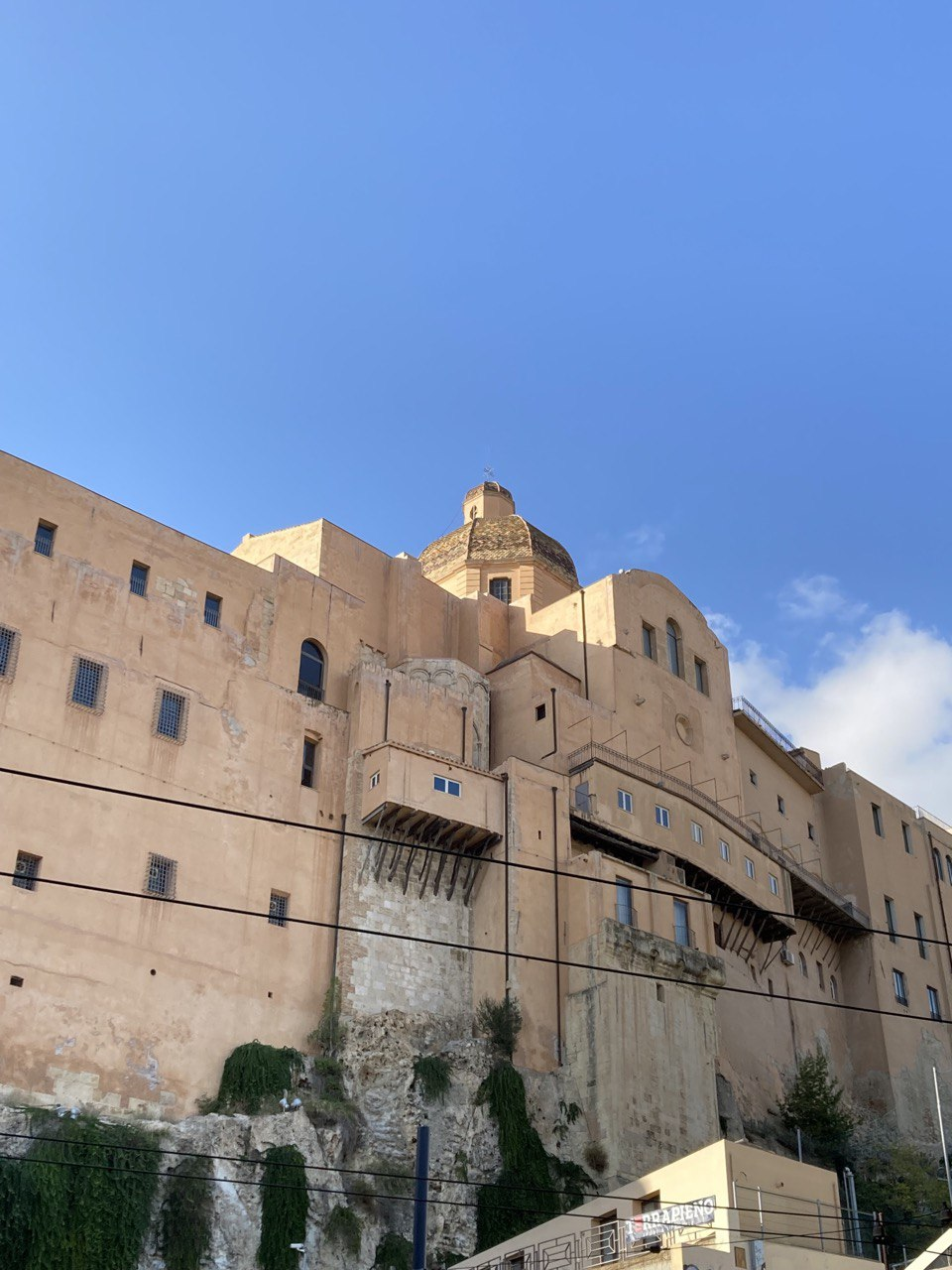
Palazzo arcivescovile di Cagliari, a destra della cattedrale.

L'arcidiocesi di Cagliari (in latino Archidioecesis Calaritana) è una sede metropolitana della Chiesa cattolica in Italia appartenente alla regione ecclesiastica Sardegna. Nel 2023 contava 563.000 battezzati su 576.000 abitanti. È retta dall'arcivescovo Giuseppe Baturi.

## Territorio

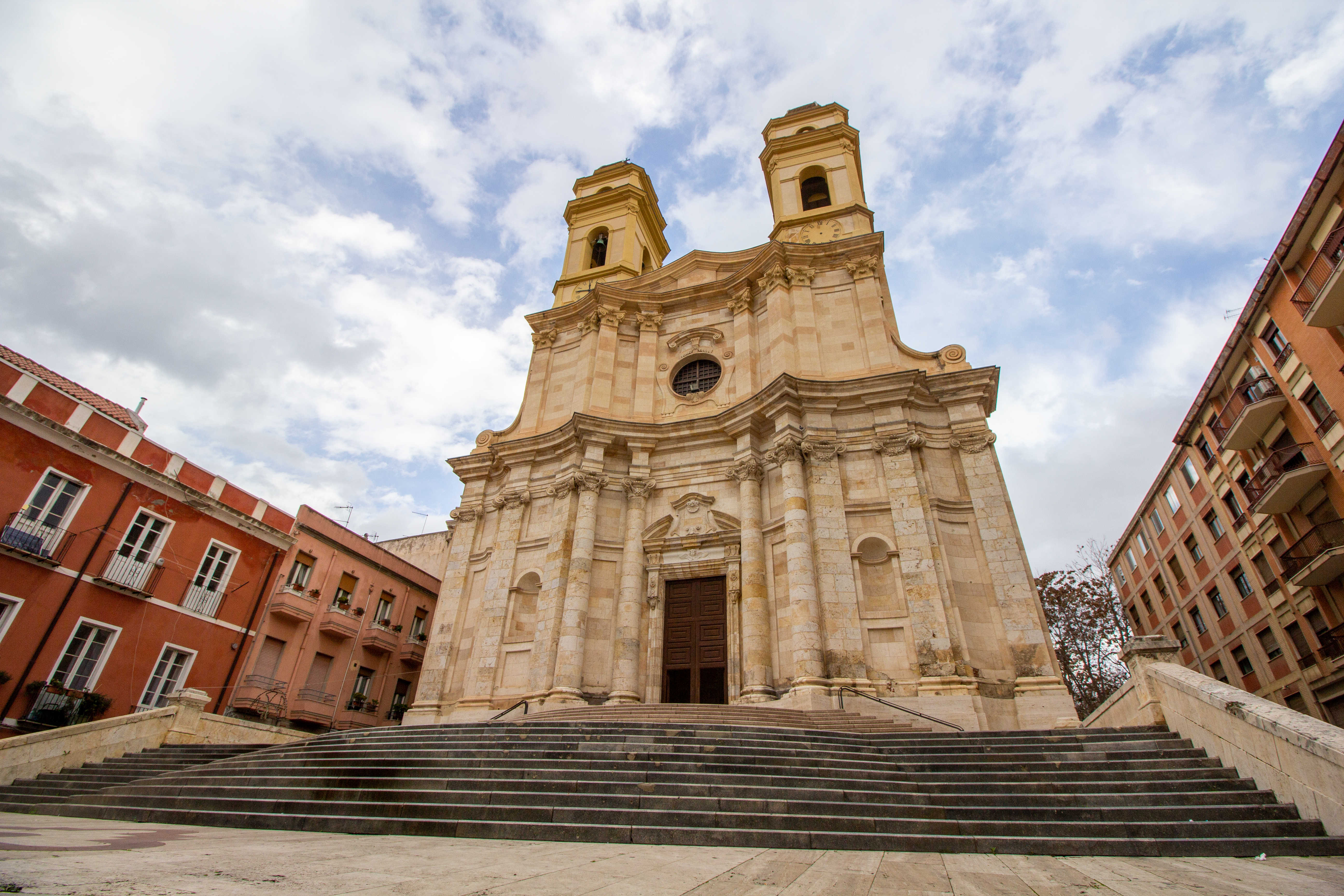
Collegiata di Sant'Anna

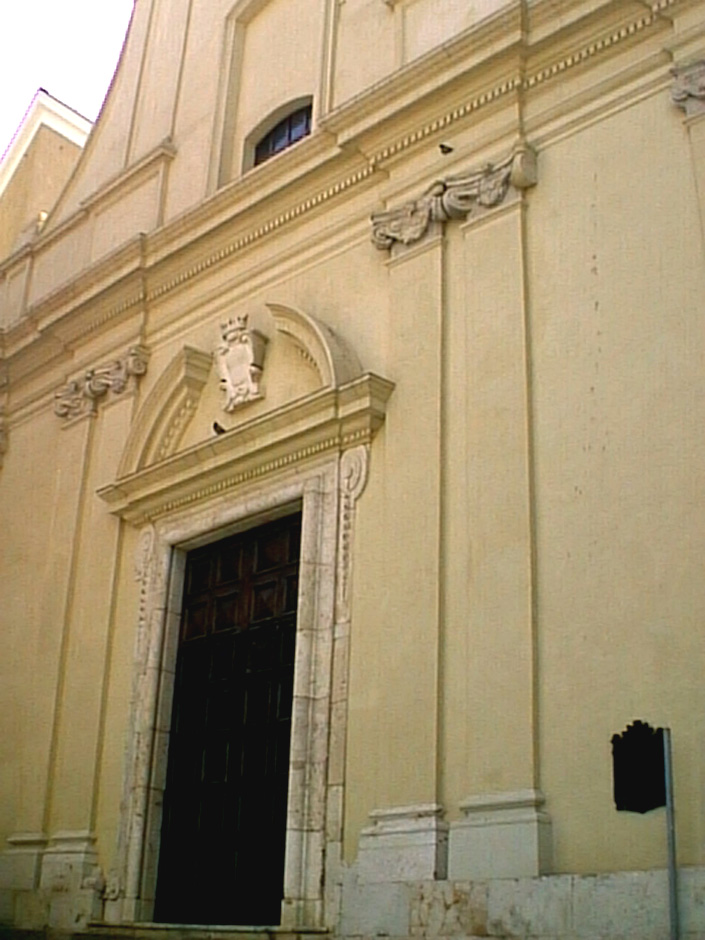
Portale della chiesa di San Giuseppe Calasanzio a Cagliari.

Il territorio si estende su 4.041 km² ed è suddiviso in 130 parrocchie, appartenenti a 2 province della Sardegna.
Comprende:
- tutti i 17 comuni della città metropolitana di Cagliari: Assemini, Cagliari, Capoterra, Decimomannu, Elmas, Maracalagonis, Monserrato, Pula, Quartucciu, Quartu Sant'Elena, Sarroch, Selargius, Sestu, Settimo San Pietro, Sinnai, Uta, Villa San Pietro;
- 52 comuni della provincia del Sud Sardegna: Armungia, Ballao, Barrali, Burcei, Castiadas, Decimoputzu, Dolianova, Domus de Maria, Donori, Escolca, Furtei, Gergei, Gesico, Goni, Guamaggiore, Guasila, Mandas, Monastir, Muravera, Nuraminis, Nurri, Orroli, Ortacesus, Pimentel, Samassi, Samatzai, Sanluri, San Basilio, San Nicolò Gerrei, San Sperate, Sant'Andrea Frius, San Vito, Segariu, Selegas, Senorbì, Serdiana, Serramanna, Serrenti, Serri, Siliqua, Silius, Siurgus Donigala, Soleminis, Suelli, Ussana, Vallermosa, Villamar, Villanova Tulo, Villasalto, Villasimius, Villasor e Villaspeciosa.[1]

Sede arcivescovile è la città di Cagliari, dove si trovano la cattedrale di Santa Maria e Santa Cecilia e il seminario arcivescovile. Sempre a Cagliari sorgono inoltre la basilica di San Saturnino, la basilica di Santa Croce e la basilica e santuario di Nostra Signora di Bonaria. A Quartu Sant'Elena si trova la basilica di Sant'Elena Imperatrice.

### Cattedrale
Costruita nel corso del duecento venne elevata al rango di cattedrale nel 1258. Originariamente in stile romanico pisano, ha subito vari rifacimenti nel corso dei secoli.

### Provincia ecclesiastica
La provincia ecclesiastica comprende le seguenti suffraganee:
- diocesi di Iglesias;
- diocesi di Lanusei;
- diocesi di Nuoro.

Nel territorio della provincia ecclesiastica cagliaritana sono comprese cinque sedi titolari:
- Sede titolare di Dolia (oggi in arcidiocesi di Cagliari)
- Sede titolare di Galtellì (oggi diocesi di Nuoro)
- Sede titolare di Ottana (oggi in diocesi di Nuoro)
- Sede titolare di Suelli (oggi in arcidiocesi di Cagliari)
- Sede titolare di Sulci (oggi in diocesi di Iglesias)

## Storia
La diocesi di Cagliari ha origini antiche. Il primo vescovo ad avere una certa attendibilità, almeno tradizionale, sarebbe sant'Avendrace, che ricoprì la cattedra dal 70 al 77 (o 87), quando morì (presumibilmente il 13 settembre). Tale tradizione è tutt'altro che certa, anche se il quartiere cagliaritano che porta il suo nome, nel quale sarebbe vissuto in eremitaggio, sembrerebbe convalidare la tradizione. Sul suo sepolcro sorse la chiesa di Sant'Avendrace, probabilmente già nel 202, quando fu scoperto; edificio modificato durante il XVII secolo, presenta ancora l'ipogeo del I secolo. Il primo vescovo di Cagliari storicamente documentato fu Quintasio, attestato nel 314, quindi il famoso teologo san Lucifero (353-370 circa). I vescovi di Cagliari risultano avere il titolo di arcivescovi fin dal 484, quando è documentato l'arcivescovo Lucifero II.
In epoca medioevale la sua giurisdizione si estendeva sui territori delle curatorie del Campidano, Colostrai, Decimomannu, Gippi, Nora e Nuraminis.
Il titolo primaziale di Sardegna compare per la prima volta nella falsa corrispondenza di papa Vittore III con l'arcivescovo Giacomo (1075-1089). Nel 1189 papa Innocenzo II elevò a suo legato l'arcivescovo di Pisa che dal momento prese il titolo di Primate di Sardegna e Corsica.
Dal 1420 la sua giurisdizione si estese sulla soppressa diocesi di Suelli, dal 1495 sulla diocesi di Galtellì, dal 1503 sulla diocesi di Dolia e dal 1506 sulla diocesi di Sulci.
Nei secoli successivi alcune diocesi ottennero nuovamente l'autonomia: nel 1824 una parte della diocesi di Suelli costituì la diocesi di Ogliastra, divenuta poi diocesi di Lanusei; la diocesi di Iglesias fu eretta nel 1763 su un territorio più o meno ricalcante l'antica diocesi di Sulci; la diocesi di Galtellì fu ristabilita nel 1779 con sede a Nuoro.
L'arcidiocesi di Cagliari è stata visitata da papa Paolo VI il 24 aprile 1970 e il 19 e 20 ottobre 1985 da papa Giovanni Paolo II. Il 7 settembre 2008 ha fatto visita alla città di Cagliari papa Benedetto XVI, nel centesimo anno in cui papa Pio X ha proclamato la Madonna di Bonaria patrona principale della Sardegna. Il 22 settembre 2013 è stata meta di un pellegrinaggio di papa Francesco.

## Cronotassi dei vescovi
Si omettono i periodi di sede vacante non superiori ai 2 anni o non storicamente accertati.
Dei vescovi fino a Lucifero II sono storicamente accertati solo Quintasio, Lucifero I e forse Avendrace del quale si conserva ancora la tradizione nel nome di un quartiere cittadino e che sarebbe stato preceduto nella cattedra cagliaritana dai vescovi Siridone, Bonifacio e Clemente.
- Sant'Avendrace † (70 - 77 o 87 deceduto) (?)
- San Lino † (210) (?)
- San Giovenale † (303) (?)
- Quintasio † (menzionato nel 314)
- Protogene di Cagliari ? † (325)[3]
- San Lucifero I † (prima del 354 - 370 deceduto)
- Giusto II † (371) (?)
- Omodeo † (412) (?)
- Lucifero II † (menzionato nel 484)
- Primasio † (menzionato nel 518/519)
- San Severo I † (530) (?)
- Tommaso I ? † (prima del 591)[4]
- Gennaro † (prima di giugno 591 - dopo settembre 603 deceduto)
- Anonimo (Romano ?) † (menzionato nel 626)
- Diodato † (? - 649 deceduto)
- Giustino † (649 - ?)
- Citonato I † (prima del 680 - dopo il 685/686)[5]
- Anonimo (Valente ?) † (menzionato nel 692)
- Mariano I (menzionato nel 778) (?)
- Tomaso II † (menzionato nel 787)
- Arsenio I † (843)
- Giovanni I † (847 - 855)
- Arsenio II † (seconda metà del IX secolo)
- Antero † (IX secolo) (?)
- Citonato II † (menzionato nel 964)[6]
- Umberto † (1017 - 1040 deceduto) (?)
- Alfredo o Gualfredo † (prima del 1073)[7]
- Giacomo † (1075 - 1089)
- Lamberto † (menzionato nel 1089)
- Ugo † (circa 1089 - circa 1090)
- Benedetto † (1090 - 1100) (?)
- Gualfredo † (menzionato nel 1112)
- Guglielmo I † (1119 - 1126)
- Pietro † (menzionato nel 1126)
- Costantino † (menzionato nel 1141)
- Bonato † (menzionato nel 1163)
- Ricco † (prima del 1183[8] - 1217)
- Mariano da Sulci † (27 marzo 1218 - 1226)
- Anonimo (Sutrino ?) † (menzionato nel 1233)
- Anonimo † (menzionato nel 1235)
- Leonardo da Roma † (1237 - 1250)
- Domenico † (1250 - 1255) (?)
- Anonimo † (menzionato nel 1257)
- Ugone † (1260 - 1276 deceduto)
- Pecci Ranieri † (1276 dimesso)
- Gallo † (27 novembre 1276 - 1281)
- Biagio † (1281 - 1287) (?)
- Percivalle de Comitibus † (21 gennaio 1290 - 1295)
- Giacomo dell'Abate † (20 settembre 1295 - 1298 deceduto)
- Ranuccio, O.Min. † (8 novembre 1299 - 1322)
- Gioannello † (1322 - 1331)
- Gondisalvo Bonihominis † (9 agosto 1331 - 1341)
- Guglielmo II di Poblet, O.Cist. † (10 febbraio 1341 - 1342)
- Sebastiano † (11 dicembre 1342 - 1344)
- Guglielmo III, O.S.A. † (20 ottobre 1344 - 1348)
- Pietro Cescomes, O.Cist. † (5 novembre 1348 - 1352)
- Giovanni Graziani † (18 maggio 1352 - 1354 deceduto)
- Giovanni d'Aragona, O.Min. † (12 febbraio 1354 - 1369)
- Bernardo, O.Min. † (8 agosto 1369 - 1398 deceduto)
- Diego † (1386 - prima del 1400)
- Giovanni † (1400 - prima del 1403 deceduto)
- Antonio Dexart, O. de M. † (21 febbraio 1403 - 1413)
- Giacomo Massaguer † (1414)
- Pietro Spinola, O.S.B. † (8 ottobre 1414 - 1422 deceduto)
- Giovanni Fabri, O.Carm. † (10 maggio 1423 - 1440 dimesso)
- Matteo Jofre † (29 gennaio 1440 - 1460)[9]
- Francesco de Ferrer † (27 dicembre 1460 - 13 febbraio 1467 nominato vescovo di Maiorca)
- Ludovico Fenollet † (13 febbraio 1467 - 27 gennaio 1468 nominato vescovo di Anglona)
- Antonio Baragues, O.P. † (1469 o 1471 - 1472 deceduto)
- Gabriele Serra, O.Cist. † (13 gennaio 1472 - 1484 deceduto)
- Pietro Pilares, O.P. † (13 luglio 1484 - 1513 dimesso)
- Giovanni Pilares † (9 gennaio 1514 - 1521 deceduto)
- Jerónimo Vilanova † (25 ottobre 1521 - 1534 deceduto)
- Domenico Pastorello, O.F.M.Conv. † (13 novembre 1534 - ottobre 1547 deceduto)
- Baltasar de Heredia, O.P. † (31 agosto 1548 - 21 aprile 1558 dimesso)
- Antonio Parragués de Castillejo, O.S.B. † (4 novembre 1558 - 23 febbraio 1573 deceduto)
- Angelo da Padova, O.S.A. † (1573 - 1573 deceduto)
- Francisco Pérez † (29 marzo 1574 - 28 ottobre 1577 deceduto)
- Gaspar Vicente Novella † (6 ottobre 1578 - 24 agosto 1586 deceduto)
- Francesco de Val † (27 aprile 1587 - 1595 deceduto)
- Alfonso Lasso Sedeño † (7 febbraio 1596 - 1º dicembre 1604 nominato arcivescovo di Maiorca)
- Francisco de Esquivel † (20 giugno 1605 - 21 dicembre 1624 deceduto[10])
- Lorenzo Nieto, O.S.B. † (1625 - 1626 deceduto)[11]
- Ambrogio Machin, O. de M. † (20 settembre 1627 - 23 ottobre 1640 deceduto)
- Bernardo de La Cabra † (13 gennaio 1643 - 23 dicembre 1655 deceduto)
- Pietro Vico † (27 agosto 1657 - prima del 19 ottobre 1676 deceduto)
- Diego Ventura Fernández de Angulo, O.F.M. † (19 ottobre 1676 - 11 gennaio 1683 nominato vescovo di Avila)
- Antonio di Vergara, O.P. † (13 novembre 1683 - 1º ottobre 1685 nominato vescovo di Zamora)
- Antonio Diaz de Aux, O. de M. † (18 marzo 1686 - 28 luglio 1689 deceduto)
- Francesco di Sobre Casas, O.P. † (12 dicembre 1689 - 4 gennaio 1698 deceduto)
- Bernardo di Cariñena, O. de M. † (5 ottobre 1699 - 25 dicembre 1722 deceduto)
- Raulo Costanzo Falletti † (16 dicembre 1726 - 1º gennaio 1748 deceduto)
- Giulio Cesare Gandolfi † (1º aprile 1748 - giugno 1758 deceduto)
- Tommaso Ignazio Natta, O.P. † (4 aprile 1759 - 27 giugno 1763 ritirato)
- Giuseppe Agostino Delbecchi, Sch.P. † (18 luglio 1763 - 1º aprile 1777 deceduto)
- Vittorio Filippo Melano, O.P. † (1º giugno 1778 - 24 luglio 1797 nominato arcivescovo, titolo personale, di Novara)
- Diego Gregorio Cadello † (29 gennaio 1798 - 5 luglio 1807 deceduto)
  - Sede vacante (1807-1819)
- Nicolò Navoni † (29 marzo 1819 - 22 luglio 1836 deceduto)
- Antonio Raimondo Tore † (2 ottobre 1837 - marzo 1840 deceduto)
- Emanuele Marongiu Nurra † (23 maggio 1842 - 12 settembre 1866 deceduto)
- Giovanni Antonio Balma, O.M.V. † (27 ottobre 1871 - 5 aprile 1881 deceduto)
- Vincenzo Gregorio Berchialla, O.M.V. † (4 agosto 1881 - 13 ottobre 1892 deceduto)
- Paolo Giuseppe Maria Serci Serra † (16 gennaio 1893 - 18 settembre 1900 deceduto)
- Pietro Balestra, O.F.M.Conv. † (17 dicembre 1900 - 1º maggio 1912 deceduto)
- Francesco Rossi † (9 aprile 1913 - 15 dicembre 1919 nominato arcivescovo di Ferrara)
- Ernesto Maria Piovella, O.SS.C.A. † (8 marzo 1920 - 18 febbraio 1949 deceduto)
- Paolo Botto † (1º agosto 1949 - 2 maggio 1969 dimesso[12])
- Sebastiano Baggio † (23 giugno 1969 - 26 febbraio 1973 nominato prefetto della Congregazione per i vescovi)
- Giuseppe Bonfiglioli † (17 aprile 1973 - 11 febbraio 1984 dimesso)
- Giovanni Canestri † (22 marzo 1984 - 6 luglio 1987 nominato arcivescovo di Genova-Bobbio)
- Ottorino Pietro Alberti † (23 novembre 1987 - 20 giugno 2003 ritirato)
- Giuseppe Mani (20 giugno 2003 - 25 febbraio 2012 ritirato)
- Arrigo Miglio (25 febbraio 2012 - 16 novembre 2019 ritirato)
- Giuseppe Baturi, dal 16 novembre 2019

## Vescovi oriundi
- Pier Giuliano Tiddia (13 giugno 1929), arcivescovo emerito di Oristano
- Antioco Piseddu (17 settembre 1936), vescovo emerito di Lanusei
- Mosè Marcia (10 ottobre 1943), vescovo emerito di Nuoro
- Mario Farci (9 maggio 1967), vescovo di Iglesias
- Giuseppe Luigi Spiga (29 luglio 1972), vescovo di Grajaú

## Capitoli canonicali
Il capitolo metropolitano, conformemente alla legge nº 3648 del 15 agosto 1867, è composto da 12 canonici effettivi, canonici onorari (non più della metà degli effettivi) e 6 beneficiati.
Papa Gregorio XV ha concesso ai canonici di indossare rocchetto e cappa violacea ad instar Canonicorum Basilicae Principis Apostolorum de Urbe. I canonici cagliaritani sono stati insigniti della dignità di protonotari apostolici onorari durante munere da papa Pio VII, con breve apostolico del 23 febbraio 1803. Papa Pio X, con breve del 13 settembre 1907 ha promosso gli stessi canonici alla dignità di protonotari apostolici ad instar durante munere. A seguito del motu proprio Pontificalis Domus di papa Paolo VI oggi sono semplicemente protonotari apostolici soprannumerari.
Papa Leone XII, con breve del 22 novembre 1825, ha dato ai beneficiati "facultatem claudendi mozzettam, qua hactenus usi sunt, illique globulos rubros (...) addendi". Da allora nei giorni festivi indossano sulla cotta la mozzetta nera con filettatura, asole e bottoni color rubino. Essi costituiscono la comunità dei beneficiati.
Il capitolo ha un'unica dignità, che da tempo immemorabile ha il titolo di decano.
Nella città di Cagliari sono presenti tre collegiate: Sant'Anna, nel quartiere Stampace (che ha la precedenza subito dopo il capitolo metropolitano); Sant'Eulalia, nel quartiere Marina; San Giacomo, nel quartiere Villanova. Attualmente i rispettivi capitoli sono privi di membri, eccetto il parroco presidente, unica dignità.

## Santo patrono

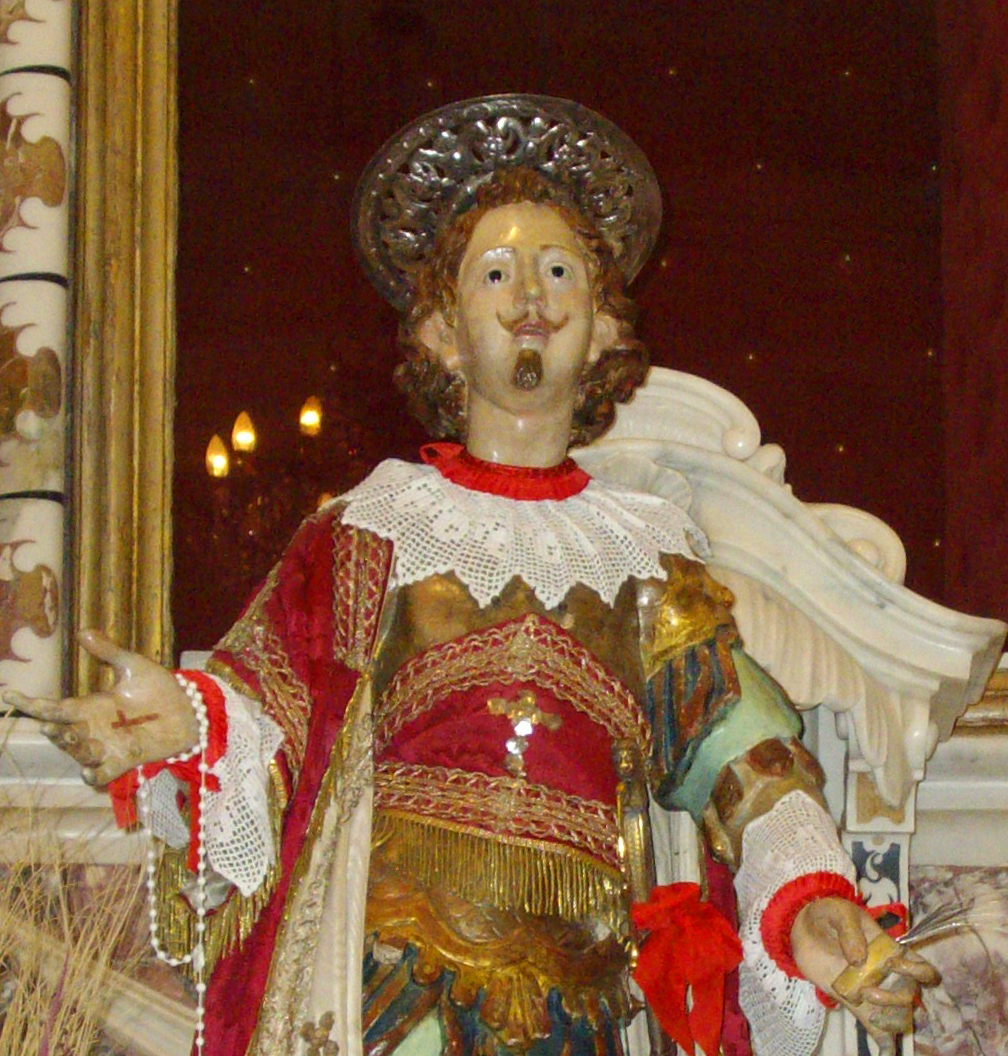
Statua di Sant'Efisio, patrono dell'arcidiocesi, nell'omonima chiesa di Cagliari.

Attualmente il patrono dell'arcidiocesi viene considerato sant'Efisio, martire del IV secolo profondamente venerato nella Sardegna meridionale e festeggiato grandemente nella Sagra di sant'Efisio del 1º maggio. I calendari liturgici anteriori al Concilio Vaticano II lo indicano però semplicemente come patrono della provincia ecclesiastica cagliaritana, riservando il patronato della diocesi e della città di Cagliari a san Saturnino, il quale è ora venerato solo come patrono cittadino.

## Attività editoriale
L'arcidiocesi possiede dal 1958 un giornale ufficiale diocesano, che dal 2004 è edito come Il Portico, a cadenza settimanale. Dal 1993 trasmette Radio Kalaritana. Entrambe le redazioni si trovano nei locali del Seminario Arcivescovile.

## Statistiche
L'arcidiocesi nel 2023 su una popolazione di 576.000 persone contava 563.000 battezzati, corrispondenti al 97,7% del totale.
| anno | popolazione | popolazione | popolazione | presbiteri | presbiteri | presbiteri | presbiteri                | diaconi | religiosi | religiosi | parrocchie |
| anno | battezzati  | totale      | %           | numero     | secolari   | regolari   | battezzati per presbitero | diaconi | uomini    | donne     | parrocchie |
| ---- | ----------- | ----------- | ----------- | ---------- | ---------- | ---------- | ------------------------- | ------- | --------- | --------- | ---------- |
| 1948 | 310.000     | 310.194     | 99,9        | 226        | 152        | 74         | 1.371                     |         | 112       | 524       | 86         |
| 1958 | 345.083     | 345.583     | 99,9        | 304        | 178        | 126        | 1.135                     |         | 196       | 910       | 95         |
| 1970 | 448.000     | 449.321     | 99,7        | 371        | 214        | 157        | 1.207                     |         | 218       | 1.051     | 114        |
| 1980 | 496.150     | 518.349     | 95,7        | 384        | 210        | 174        | 1.292                     |         | 240       | 1.033     | 125        |
| 1990 | 539.000     | 551.617     | 97,7        | 384        | 194        | 190        | 1.403                     | 6       | 246       | 976       | 133        |
| 1999 | 540.000     | 559.825     | 96,5        | 308        | 193        | 115        | 1.753                     | 21      | 140       | 878       | 132        |
| 2000 | 530.000     | 557.460     | 95,1        | 344        | 196        | 148        | 1.540                     | 27      | 173       | 870       | 133        |
| 2001 | 531.000     | 556.941     | 95,3        | 358        | 186        | 172        | 1.483                     | 29      | 211       | 848       | 133        |
| 2002 | 530.000     | 551.708     | 96,1        | 382        | 199        | 183        | 1.387                     | 32      | 226       | 870       | 133        |
| 2003 | 522.000     | 547.352     | 95,4        | 327        | 200        | 127        | 1.596                     | 31      | 163       | 828       | 133        |
| 2004 | 550.000     | 560.583     | 98,1        | 345        | 201        | 144        | 1.594                     | 29      | 181       | 804       | 133        |
| 2006 | 562.251     | 563.251     | 99,8        | 320        | 191        | 129        | 1.757                     | 30      | 162       | 940       | 133        |
| 2010 | 567.615     | 572.615     | 99,1        | 247        | 205        | 42         | 2.298                     | 37      | 99        | 820       | 133        |
| 2013 | 575.000     | 583.365     | 98,6        | 371        | 201        | 170        | 1.549                     | 38      | 227       | 810       | 135        |
| 2016 | 568.600     | 581.900     | 97,7        | 320        | 188        | 132        | 1.776                     | 43      | 188       | 810       | 133        |
| 2019 | 573.420     | 586.280     | 97,8        | 317        | 189        | 128        | 1.808                     | 42      | 134       | 810       | 130        |
| 2021 | 566.600     | 579.300     | 97,8        | 317        | 189        | 128        | 1.787                     | 42      | 134       | 810       | 130        |
| 2023 | 563.000     | 576.000     | 97,7        | 309        | 174        | 135        | 1.822                     | 41      | 144       | 86        | 130        |